# Aéroport Konrad-Adenauer de Cologne/Bonn

Plan d'Aéroport

Pour les articles homonymes, voir CGN.
L'aéroport Konrad-Adenauer de Cologne/Bonn (code IATA : CGN • code OACI : EDDK) est l'aéroport desservant les villes de Cologne et de Bonn. Il est situé à 12 km au sud-est de Cologne et à 16 km nord-ouest de Bonn et est accessible par les autoroutes A3 et A59. L'ancien aéroport militaire dessert aujourd'hui 130 destinations et accueille 60 compagnies aériennes.

## Situation
| Berlin · Brandebourg EuroAirport Basel-Mulhouse-Freiburg Freiburg · City Brême Cassel Cologne · Bonn Dortmund Dresde Düsseldorf Erfurt Francfort-Hahn Francfort · sur-le-Main Friedrichshafen Hambourg Hanovre Heringsdorf Karlsruhe · Baden-Baden Leipzig Lübeck Memmingen Munich Münster · Osnabrück Nuremberg Paderborn · Lippstadt Rostock Sarrebruck Stuttgart Sylt Weeze Mannheim |

## Charte graphique
La charte graphique de l'aéroport a été conçue par le designer spécialiste en signalétique Ruedi Baur, à partir de courbes et traits tirés de la typographie Norm. Les pictogrammes sont caractérisés par des traits de contour épais qui sont remplis lorsqu'il y a de la couleur par un aplat décalé et parfois de petites silhouettes qui interagissent avec les pictogrammes.

## Statistiques
Pour des raisons techniques, il est temporairement impossible d'afficher le graphique qui aurait dû être présenté ici.

Voir la requête brute et les sources sur Wikidata.

## Compagnies aériennes et destinations

### Passagers

Destinations de vols directs depuis l'aéroport de Cologne/Bonn

L'aéroport de Cologne/Bonn propose les destinations suivantes:
| Compagnies           | Destinations |
| -------------------- | --- |
| Aegean Airlines      | En saison: Athènes E.-Venizélos, Thessalonique-Makedonía |
| Air Arabia Maroc     | Nador |
| Air Cairo            | Hurghada En saison: Marsa Alam |
| Air Serbia           | Belgrade-Nikola-Tesla, Niš Constantin-le-Grand |
| AJet                 | Antalya, Istanbul-S. Gökçen En saison: Ankara Esenboğa |
| Austrian Airlines    | Vienne-Schwechat |
| Corendon Airlines    | - Antalya - Fuerteventura, - Hurghada, - Lanzarote-Arrecife, - Las Palmas/Gran Canaria, - Ténériffe-Sud Reine Sofia En saison : - Adana-Sakirpasa, - Ankara Esenboğa, - Bodrum-Milas, - Corfou-I. Kapodístrias, - Dalaman, - Balıkesir Koca Seyit (en), - Gaziantep-Oğuzeli, - Gazipaşa-Alanya, - Héraklion-N. Kazantzákis, - Izmir-A. Menderes, - Kayseri-Erkilet, - Kos, - Marsa Alam, - Nador, - Rhodes-Diagoras, - Trabzon/Trébizonde, - Zonguldak (en) |
| European Air Charter | En saison charter: Bourgas, Varna |
| Eurowings            | - Athènes E.-Venizélos, - Barcelone-El Prat, - Berlin-Brandebourg, - Bologne-Borgo Panigale, - Budapest-Ferenc Liszt, - Catane-Fontanarossa, - Hambourg-H.-Schmidt, - Lanzarote-Arrecife, - Larnaca, - Las Palmas/Gran Canaria, - Lisbonne-H. Delgado, - Londres-Heathrow, - Milan-Malpensa, - Munich-F. J. Strauß, - Macanal, - Palma de Majorque, - Rome Léonard-de-Vinci/Fiumicino, - Sarajevo-Butmir, - Split, - Tunis-Carthage, - Vienne-Schwechat, - Zagreb-Pleso, - Zurich En saison : - Antalya, - Arvidsjaur , - Alicante-Elche, - Antalya, - Bari-Karol Wojtyła, - Bodrum-Milas, - Brindisi Papola/Casale, - Bourgas, - Calvi Sainte-Catherine, - Corfou-I. Kapodístrias, - Dubrovnik, - Édimbourg, - Erevan-Zvarnots, - Faro, - Fuerteventura, - Héraklion-N. Kazantzákis, - Hurghada, - Ibiza, - Izmir-A. Menderes, - Jerez de la Frontera, - Kavala-Alexandre le Grand, - Kos, - Kütahya-Zafer (tr), - Lamezia Terme, - Malaga-Costa del Sol, - Minorque-Mahón, - Monastir, - Naples-Capodichino, - Nice-Côte d'Azur, - Olbia-Costa Smeralda, - Palerme Falcone-Borsellino, - Pise-Galileo Galilei, - Prague-Václav-Havel, - Pula, - Rhodes-Diagoras, - Rijeka, - Santorin, - Stockholm-Arlanda, - Tanger, - Ténériffe-Sud Reine Sofia, - Tirana-Mère-Teresa, - Varna, - Valence, - Venise - Marco Polo, - Vérone - Villafranca, - Zadar En saison charter: Arvidsjaur |
| FlyErbil             | Erbil |
| Freebird Airlines    | Antalya En saison: Charm el-Cheikh, Fuerteventura, Hurghada, Ténériffe-Sud Reine Sofia |
| Iran Air             | Téhéran-Imam-Khomeini |
| Jet2.com             | En saison : Leeds-Bradford, Manchester, Newcastle |
| Lufthansa            | Munich-F. J. Strauß |
| Nouvelair            | En saison: Djerba-Zarzis, Monastir |
| Pegasus Airlines     | Ankara Esenboğa, Istanbul-S. Gökçen En saison : - Adana-Sakirpasa, - Antalya, - Bodrum-Milas, - Elâzığ, - Izmir-A. Menderes, - Kütahya-Zafer (tr) |
| Ryanair              | - Alicante-Elche, - Athènes E.-Venizélos, - Barcelone-El Prat, - Bergame-Orio al Serio, - Bologne-Borgo Panigale, - Bristol, - Copenhague-Kastrup, - Dublin, - Katowice-Pyrzowice, - Kaunas, - Las Palmas/Gran Canaria, - Lisbonne-H. Delgado, - Londres-Stansted, - Malaga-Costa del Sol, - Malte, - Manchester, - Marrakech-Ménara, - Palerme Falcone-Borsellino, - Palma de Majorque, - Paphos, - Porto-F. Sá-Carneiro, - Riga, - Rome Léonard-de-Vinci/Fiumicino, - Séville-San Pablo, - Sofia-Vrajdebna, - Stockholm-Arlanda, - Ténériffe-Sud Reine Sofia, - Valence, - Varsovie-Modlin (Mazovie), - Vienne-Schwechat En saison : - Aqaba, - Biarritz-Pays Basque, - Corfou-I. Kapodístrias, - Faro, - Fuerteventura, - Knock-Irlande Ouest, - Lanzarote-Arrecife, - Venise - Marco Polo, - Vitoria-Gasteiz, - Zadar |
| SunExpress           | Antalya, Izmir-A. Menderes En saison : Adana-Sakirpasa, Ankara Esenboğa, Bodrum-Milas, Dalaman, Kayseri-Erkilet |
| Turkish Airlines     | Istanbul En saison: Adana-Sakirpasa |
| Wizz Air             | - Craiova, - Gdańsk-L. Wałęsa, - Skopje, - Tirana-Mère-Teresa, - Tuzla, - Varna |

Édité le 05/10/2019  Actualisé le 04/03/2023

### Cargo
L'aéroport de Cologne/Bonn est un hub majeur pour le fret, spécialement pour FedEx Express et UPS Airlines.
| Compagnies                                      | Destinations |
| ----------------------------------------------- | --- |
| ATRAN                                           | Moscou-Vnoukovo |
| Bluebird Cargo                                  | Reykjavík |
| Cargojet Airways                                | Bruxelles, Halifax, Hamilton |
| EgyptAir Cargo                                  | Le Caire |
| FedEx Express                                   | Memphis, Munich, Shanghai-Pudong, Tel Aviv-Ben Gourion |
| FedEx Feeder opéré par ASL Airlines Ireland     | Paris-Charles de Gaulle |
| Lufthansa Cargo opéré par MyCargo Airlines      | Istanbul-Atatürk |
| MNG Airlines                                    | Istanbul-Atatürk, Leipzig/Halle, Paris-Charles de Gaulle |
| Turkish Airlines Cargo                          | Istanbul-Atatürk, Londres-Luton |
| UPS Airlines                                    | Almaty, Ancône, Barcelone, Budapest, Chicago-O'Hare, Dubaï-International, East Midlands, Helsinki, Hong Kong, Londres-Stansted, Louisville, Madrid, Malmö, Moscou-Vnoukovo, Bombay, Newark, Oslo-Gardermoen, Paris-Charles de Gaulle, Philadelphie, Rome-Ciampino, Shanghai-Pudong, Shenzhen, Singapour, Stockholm-Arlanda, Taipei-Taoyuan, Tel Aviv-Ben Gourion, Valencia, Venise-Marco Polo, Vienne, Varsovie-Chopin |
| UPS Airlines opéré par Bluebird Cargo           | Cork, Édimbourg, Reykjavík-Keflávik |
| UPS Airlines opéré par ASL Airlines Switzerland | Bâle/Mulhouse, Bucarest, Cardiff, Genève, Katowice, Ljubljana, Prague, Sofia, Timisoara, Zagreb |
| UPS Airlines opéré par MNG Airlines             | Istanbul-Atatürk |
| UPS Airlines opéré par Star Air (Maersk)        | Dublin, East Midlands, Lyon, Marseille, Bergame, Munich, Paris-Charles de Gaulle, Porto |
| West Air Sweden                                 | Berlin-Schönefeld |

Note : au 26 janvier 2016

## Accès
L'aéroport est facilement accessible en transports en commun et privés.
La gare de Köln/Bonn Flughafen voit passer des trains de la DB (ICE, IC, Régional-Express...) et des trains de banlieue (S-Bahn Rhin-Ruhr).
La ligne S13 du S-Bahn Rhin-Ruhr dessert la gare depuis Cologne Hbf.
Cologne/Bonn est accessible en voiture via l'A3 et l'A59.

## Caractéristiques
Le ravitaillement en carburant aviation est assuré par le réseau d'oléoducs en Centre-Europe de l'OTAN.